# Dyscophellus diaphorus
Dyscophellus diaphorus är en fjärilsart som beskrevs av Paul Mabille och Eugene Boullet 1912. Dyscophellus diaphorus ingår i släktet Dyscophellus och familjen tjockhuvuden. Inga underarter finns listade i Catalogue of Life.